# Miniopterus natalensis
Miniopterus natalensis — вид ссавців родини лиликових.

## Проживання, поведінка
Країна поширення: Ангола, Ботсвана, Демократична Республіка Конго, Кенія, Лесото, Малаві, Мозамбік, Намібія, Саудівська Аравія, Південна Африка, Есватіні, Танзанія, Ємен, Замбія, Зімбабве. Проживає в напівпустелях, сухих і вологих саванах і середземноморських чагарниках.

## Загрози та охорона
Здається, немає серйозних загроз для цього виду. Імовірно присутній у деяких охоронних територіях.